# Donji Moranjci
Donji Moranjci su naseljeno mjesto u sastavu općine Srebrenika, Federacija Bosne i Hercegovine, BiH. 

## Stanovništvo
| Donji Moranjci     |       |
| godina popisa      | 1991. |
| Bošnjaci           | 356   |
| Srbi               | 0     |
| Hrvati             | 0     |
| Jugoslaveni        | 2     |
| ostali i nepoznato | 4     |
| ukupno             | 362   |